# Pobočnica
Pobočnica je posebno bočno čutilo
pri ribah, v katerem so zbrane skupine čutnih celic ali nevromastov. Te celice imajo na vrhu posebne dlačice, ležijo pa v manjših kanalih in so preko njih povezane z zunanjostjo. Pri gibanju vode se dlačice premikajo, riba pa tako zaznava mehanične dražljaje iz okolice. Ti dražljaji so spremembe v vodnem tlaku, sprememba vodnega toka in podobno.